# وداعا أمهات (فلم)
وداعًا أمهات أو وداع الأمهات (بالإنجليزية: Goodbye Mothers) هو فيلم دراما تم إنتاجه في المغرب، من إخراج محمد إسماعيل سنة 2008.

## وصلات خارجية
- مقالات تستعمل روابط فنية بلا صلة مع ويكي بيانات